# Derecho a poseer armas

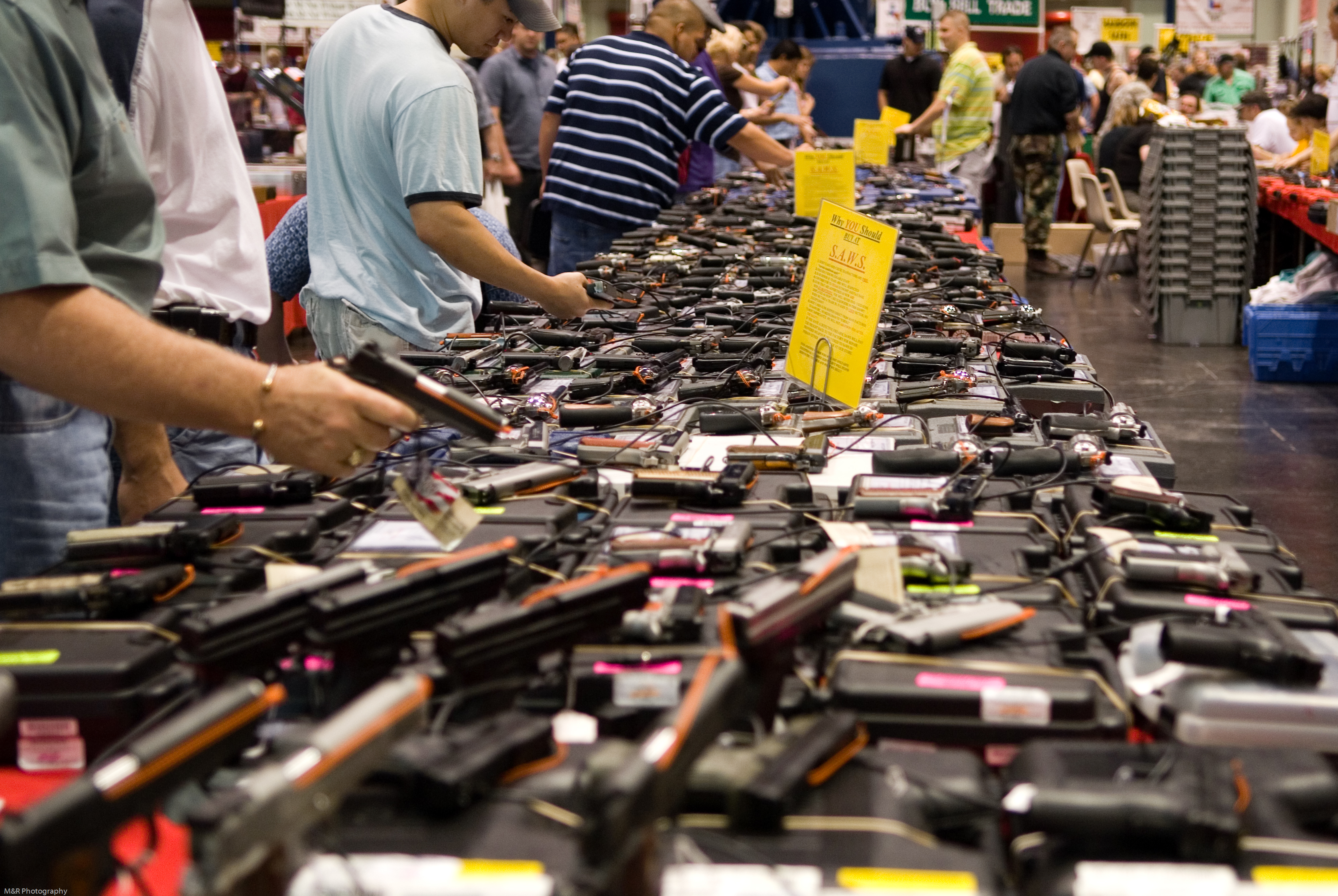
Cultura de las armas en EE. UU.. Este país tiene pocas restricciones respecto a la compra o venta de armas en comparación con otros países desarrollados.

El derecho a la posesión de armas consiste en el derecho a la tenencia, uso y porte de armas, con fines como legítima defensa, deportivos, cinegéticos (como medio de supervivencia o deporte), escolta privada o de otra naturaleza, sin perjuicio de otras actividades legales que pudieran realizarse con las mismas.
La inclusión de este derecho en una constitución escrita es poco común. En 1875, el 17 % de las constituciones incluía el derecho a portar armas. Desde principios del siglo XX, "la proporción ha sido menos del 9 % y está cayendo". En la actualidad, de las casi 200 constituciones del mundo, tres siguen incluyendo el derecho a portar armas: Guatemala, México y los Estados Unidos; de estos tres, solo el último no incluye condiciones restrictivas explícitas.
Este derecho suele estar asociado con Estados Unidos de América, donde está plenamente reconocido con pocas limitaciones por parte de la ley. Es el país donde hay más armas en manos de particulares que en cualquier otro país del mundo. En realidad sus orígenes son más antiguos y su interpretación original dista de la actual.
La expresión original, en inglés, es "right to bear arms". El verbo "bear", polisémico, equivale aquí a "portar".

## Historia
La Declaración de Derechos de 1689 permitió a los ciudadanos protestantes de Inglaterra "tener armas para su defensa adecuadas a sus condiciones y permitidas por la ley" y restringió la capacidad de la Corona inglesa para tener un ejército permanente o interferir con el derecho de los protestantes a portar armas "cuando los papistas eran tanto armados como empleados contrarios a la ley" y establecieron que el Parlamento, no la Corona, podría regular el derecho a portar armas.
Desde el uso inicial del término en el 1300, las armas han evolucionado y avanzado. En el siglo XVII, las armas de fuego eran dispositivos relativamente nuevos para la guerra o para usos prácticos, como la caza, y las espadas, lanzas y otras armas manuales eran más frecuentes hasta el siglo XVIII. En los siglos XIX y XX, las armas de fuego pasaron a prevalecer cuando se habla del concepto del derecho a guardar y portar armas.
No existe derecho a portar armas de fuego en virtud del derecho internacional, en particular, no existe el derecho humano a la legítima defensa ni a sus medios. En cambio, los estados tienen la obligación de limitar razonablemente el acceso a las armas de fuego como parte de su deber de proteger el derecho a la vida.

### Seguro
Suele ser habitual la obligación de poseer un seguro específico para comprar armas y 
una licencia.

### Abuso y desviación
Pueden existir situaciones de abuso o desviación de derecho inicial, como el cobrar deudas privadas con armas.

## El derecho a poseer armas en el mundo
La mayoría de los países tienen una política restrictiva sobre la tenencia de armas de fuego, y solo unas pocas legislaciones se categorizan como permisivas. Las jurisdicciones que regulan el acceso a armas de fuego normalmente restringen el acceso a solo ciertas categorías de armas de fuego y luego restringen las categorías de personas a las que se les otorgará una licencia para tener acceso a un arma de fuego. En algunos países, como los Estados Unidos, el control de armas puede legislarse a nivel federal o local.
En 2007, se estimó que había, a nivel mundial, alrededor de 875 millones de armas pequeñas en manos de civiles, organismos encargados de hacer cumplir la ley y las fuerzas armadas. De estas armas de fuego, 650 millones, o el 75 %, están en manos de civiles. Los civiles de EE. UU. representan 270 millones de este total. Otros 200 millones están controladas por fuerzas militares estatales. Los organismos encargados de hacer cumplir la ley tienen unos 26 millones de armas pequeñas. Los grupos armados no estatales (como grupos insurgentes o milicias) tienen alrededor de 1,4 millones de armas de fuego. Finalmente, los miembros de pandillas tienen entre 2 y 10 millones de armas pequeñas. Juntos, los arsenales de armas pequeñas de los grupos armados no estatales y las pandillas representan, como máximo, el 1,4 % del total mundial.
Salvo algunas excepciones, la mayoría de los países del mundo permiten a los civiles comprar armas de fuego con ciertas restricciones. Una encuesta de 2011 en 28 países de los cinco continentes encontró que una distinción importante entre diferentes regímenes nacionales de regulación de armas de fuego es si la posesión de las mismas por parte de los civiles se considera un derecho o un privilegio. El estudio llegó a la conclusión de que tanto los Estados Unidos como Yemen eran distintos de los demás países encuestados al considerar que la posesión de armas de fuego era un derecho básico de los civiles y en tener regímenes más permisivos de armas de fuego en manos de civiles. En los demás países incluidos en la muestra, la tenencia civil de armas de fuego se considera un privilegio y la legislación que rige la posesión de armas de fuego es, en consecuencia, más restrictiva.

### Argentina
En la República Argentina rige la Ley Nacional de Armas y Explosivos, las normas que la modifican y sus decretos reglamentarios. La autoridad de aplicación es la 'Agencia Nacional de Materiales Controlados', dependiente del Ministerio de Justicia.
En la Argentina se exige a los legítimos usuarios que cada 5 años demuestren el cumplimiento de los siguientes requisitos:
- Inexistencia de antecedentes penales (certificación emitida por el registro nacional de reincidencia criminal).
- Medios lícitos de vida (mediante recibo de sueldo, recibos de jubilación, o pagos de los tributos como trabajador autónomo).
- Examen de idoneidad donde se evalúan los conocimientos teóricos, prácticos y legales, por parte de un instructor certificado en el ANMaC, el examen debe hacerse en un polígono habilitado.
- Aptitud física para usar armas de fuego, avalada por un médico matriculado.
- Aptitud psicológica para usar armas de fuego, avalada por un psicólogo o psiquiatra matriculado.

Las armas de fuego portátiles se clasifican para la legislación argentina en: armas de uso civil, armas de uso civil condicional y armas de uso civil prohibido. En las últimas categoría entran las escopetas con cañones de menos de 38 cm de largo, las armas con capacidad de realizar fuego totalmente automático (ametrallamiento), las municiones perforadoras, etc.
La credencial para portar armas es un trámite adicional que el ANMaC autoriza solo en casos especiales.

### Australia
Las leyes de armas en Australia son principalmente la jurisdicción de los estados y territorios australianos, con la importación de armas reguladas por el gobierno federal. En las últimas dos décadas del siglo XX, después de varios eventos de asesinatos de alto perfil, el gobierno federal coordinó una legislación de armas de fuego más restrictiva con todos los gobiernos estatales. Las leyes de armas se alinearon en gran medida en 1996 por el Acuerdo Nacional de Armas de Fuego, aunque las variaciones del estado continúan desarrollándose.

### Brasil
Todas las armas de fuego en Brasil deben ser registradas. La edad mínima para poseerlas es 25, y se requiere pasar una prueba de aptitud mental. Es generalmente permitido portar un arma fuera de una residencia. La policía federal tiene el derecho de confiscar armas que no son poseídas por razones legales. La autodefensa no es una razón legal.
Se cree que en Brasil hay entre 14 y 17 millones de armas de fuego. De estas, se piensa que 9 millones están sin registrar.

### República Dominicana
El Tribunal Constitucional Dominicano, mediante su sentencia TC/0135/20 , decidió que todos los jueces y fiscales del país podrán portar armas de fuego de por vida. La sentencia fue producto de una acción directa de inconstitucionalidad interpuesta en 2015 por el abogado y exprocurador fiscal Cirilo J. Guzmán contra el artículo 4 de la Ley 36-65 sobre Porte y Tenencia de Armas de Fuego.
Por lo tanto, dicha alta corte declaró:  
A) que la interpretación constitucional del párrafo I, ordinal 9, artículo 16 de la Ley núm. 631-16, para el Control y Regulación de Armas, Municiones y Materiales Relacionados, del 2 de agosto de 2016, es la siguiente: 
Párrafo I.- El Presidente de la República, el Vicepresidente, los senadores, los diputados, los jueces de los tribunales y los miembros del Ministerio Público tendrán derecho de por vida al porte y tenencia de una arma de fuego, sin más requisito que su identificación y la identificación de las armas que registrarán en el Ministerio del Interior y la policía.
B) que la interpretación constitucional del párrafo III, ordinal 9 de la Ley núm. 631-16, para el Control y Regulación de Armas, Municiones y Materiales Relacionados, del 2 de agosto de 2016 es la siguiente: 
Párrafo III.- Una vez los funcionarios acreditados para usar licencia oficial, según los literales e), g), i) y k) del numeral 9 del indicado artículo 16 cesen en sus funciones, disfrutarán del derecho legítimo durante los siguientes 5 años.
El 27 de enero de 2021, el presidente del Tribunal Constitucional Dominicano, magistrado Milton Ray Guevara, en Audiencia Solemne de Rendición de Cuentas del año 2020, declaró la Sentencia Número TC/0135/20, en el sitial sexto, como una de las diez sentencias de ese año, que pudieran ser consideradas como las de mayor impacto para el desarrollo y la evolución del orden constitucional dominicano.

### Canadá
La legislación sobre armas en Canadá se basa en gran medida en la concesión de licencias y el registro. El registro de pistolas se convirtió en ley en 1934, y en 1951 se agregó el registro automático de armas de fuego. En 1969, las leyes clasificaron las armas de fuego como "no restringidas", "restringidas" y "prohibidas". A partir de 1979, las personas que deseaban adquirir armas de fuego tenían que obtener un certificado de adquisición de armas de fuego (FAC) de su agencia policial local. De 1995 a 2012, todos los propietarios de armas de fuego tenían que poseer una licencia de armas de fuego (ya sea PAL, POL, FAC) y todas las armas de fuego debían registrarse. En abril de 2012, se eliminó el requisito de registrar armas de fuego no restringidas en cada provincia y territorio, excepto en Quebec; el requisito de que todos los propietarios de armas de fuego posean una licencia válida de armas de fuego sigue siendo ley. En 2015, el Tribunal Supremo de Canadá falló contra Quebec, eliminando por completo los registros de registro no restringidos. Sin embargo, el gobierno de Quebec recibió una copia parcial del registro federal de armas de fuego eliminado y aprobó el proyecto de ley 64 para crear un registro de armas de fuego de Quebec. Los residentes tienen hasta enero de 2019 (?) para registrar todas las armas de fuego no restringidas dentro de Quebec.

### Colombia
Los colombianos solo pueden portar armas si lo permite el gobierno. El artículo 2 del decreto 2535 de 1993 dice que "sólo el Gobierno puede introducir al país, exportar, fabricar y comercializar armas, municiones, explosivos y las materias primas, maquinaria y artefactos para su fabricación y ejercer el control sobre tales actividades. La entidad estatal a cargo de fabricar explosivos y munición, y principal proveedor de las Fuerzas Militares y de Policía en Colombia es Indumil.

### España
En el artículo 149.26, la Constitución de España declara que el Estado español "tiene competencia exclusiva sobre la producción, venta, posesión y uso de armas y explosivos". La situación en otros estados del Primer Mundo es similar y es objeto de discusión (Véase Controversia).
La ley española no contempla, salvo casos determinados por autoridades competentes (es decir, casos en los que una persona o entidad resulte expuesta a un grave peligro), ningún uso ni tenencia de armamento que no se halle relacionado con: o bien el tiro deportivo o bien las distintas prácticas permitidas relacionadas con el deporte de la caza.
En España, tras superar las correspondientes pruebas de aptitud, si se cumplen los requisitos un ciudadano puede obtener las licencias que siguen:
- A: Toda clase de armas salvo artilladas y automáticas (véase armas de guerra), esta licencia es exclusiva para los miembros de las fuerzas armadas (oficiales y suboficiales) de las Fuerzas y cuerpos de seguridad del estado y del Servicio de Vigilancia Aduanera.
- B: Autodefensa, permite la tenencia y uso de armas cortas bajo estrictas legislaciones.
- C: Tenencia y posesión de armas cortas como complemento de la licencia TIP (Seguridad Privada).
- D: Licencia dedicada a la caza mayor en un contexto mayoritario, comprende rifles de ánima rayada y escopetas multifunción.
- E: Licencia dedicada a la caza menor en un contexto mayoritario, comprende escopetas.
- F: Documentación centrada en el empleo y tenencia de armamento de cara al tiro deportivo o tiro olímpico, comprende pistolas y carabinas.
- AE: Licencia orientada al empleo y tenencia de armas de avancarga operativas (no inutilizadas para colección); así como aquellas cuya patente sea anterior a 1 de enero de 1890, aunque no sean de avancarga.
- AEM: Licencia cuyo objetivo es otorgar, de cara a una futura obtención de la licencia F y bajo varias de sus mismas condiciones, el uso de armas enfocado a menores de edad españoles; esta licencia es difícil de obtener, no regula la posesión sino el empleo de las mencionadas armas de fuego, determina explícitamente que tal práctica debe llevarse a cabo en compañía de dos tiradores en el contexto de la licencia F (uno de ellos un tutor legal que, como ya se ha dicho, debe poseer la licencia F y estar federado, requisito para obtener la licencia F, pero no para mantenerla); comprende pistolas y carabinas.

Respecto a las demás armas que no son de fuego, el Reglamento de Armas establece la prohibición de fabricación, circulación, publicidad, compraventa o tenencia (con la salvedad del coleccionismo autorizado o por funcionarios especializados, según el caso) de:
- Son permitidas las navajas no automáticas cuya hoja no exceda de 11 centímetros, medidos desde el reborde o tope del mango hasta el extremo.
- Se prohíben los bastones-estoque, los puñales de cualquier clase y las navajas llamadas automáticas. Se considerarán puñales a estos efectos las armas blancas de hoja mayor de 11 centímetros, de dos filos y/o puntiaguda.
- Las defensas de alambre o plomo; los rompecabezas; las llaves de pugilato, con o sin púas; los tiragomas y cerbatanas perfeccionados; los nunchakus y shurikenes, así como cualesquiera otros instrumentos especialmente peligrosos para la integridad física de las personas.
- Las defensas eléctricas, de goma, tonfas o similares.
- Los sprays o aerosoles de defensa personal y todas aquellas armas que despidan gases o aerosoles, así como cualquier dispositivo que comprenda mecanismos capaces de proyectar sustancias estupefacientes, tóxicas o corrosivas.

Se exceptúan de esta prohibición la venta a ciudadanos de dichos aerosoles de autodefensa que, permitidos por el Ministerio de Sanidad y Consumo, se venden en armerías a personas mayores de edad.
Por otro lado, el Código Penal contempla la tenencia, tráfico y depósito de armas, municiones o explosivos, en los delitos contra el orden público.

### Estados Unidos
En los Estados Unidos, que tiene una tradición de derecho consuetudinario británico, se reconoció un derecho de larga data para guardar y portar armas antes de la creación de una constitución nacional escrita. Hoy, el derecho está específicamente protegido por la Constitución de los EE. UU. y muchas constituciones estatales, que otorgan el derecho a poseer armas para uso individual y portar estas mismas armas tanto para protección personal como para su uso en una milicia. La Segunda Enmienda a la Constitución de los Estados Unidos dice:

Una milicia bien organizada, que es necesaria para la seguridad de un estado libre, no se debe infringir el derecho de las personas a guardar y portar armas.

Los delincuentes condenados, las personas juzgadas como enfermos mentales y algunos otros tienen prohibido poseer armas de fuego y municiones en los EE. UU. En la mayoría de los estados, los residentes pueden portar una pistola u otra arma en público de forma encubierta o abierta en persona o en proximidad, pero eso está restringido por algunos estados y muchas ciudades. Algunas jurisdicciones requieren un permiso para llevar oculto, pero la mayoría de las jurisdicciones no requieren un permiso para portar abierto, si está permitido. Algunos estados y localidades requieren licencias para poseer o comprar armas y municiones, como se detalla en un resumen de las leyes de armas en los Estados Unidos. Otros estados no requieren tales formalidades. Los estados y las ciudades varían en cuanto a si permiten la propiedad y el uso de armas (como las armas automáticas) legalmente registradas y gravadas por la NFA.
La formulación legal temprana se puede encontrar en la Constitución de Pensilvania de 1776. Después de la Revolución de las Trece Colonias, uno de los primeros actos legislativos emprendidos por cada uno de los nuevos estados independientes fue adoptar un estatuto de recepción que dio efecto legal al cuerpo existente del derecho común británico en la medida en que la legislación estadounidense o la Constitución no lo hayan rechazado explícitamente. Muchas tradiciones británicas de derecho consuetudinario, como el derecho a tener y portar armas, el habeas corpus, los juicios por jurado y otras libertades civiles, fueron enumeradas en la Constitución de los Estados Unidos. Los principios significativos de la ley común británica anterior a 1776 siguen vigentes en muchas jurisdicciones en los Estados Unidos. La ley común de Inglaterra sigue siendo la regla de decisión, excepto si entra en conflicto con la Constitución de los EE. UU.. Las constituciones estatales o los actos del Congreso o las legislaturas estatales, en todos los estados, excepto en Luisiana.

### México
México es de los pocos países del mundo que reconocen en su constitución el derecho a la posesión de armas por parte de los ciudadanos.
La Constitución de 1857 contempla ya el derecho de posesión y portación de armas, que pasa a la Constitución de 1917, con cambios importantes pero añade dos limitaciones: la de armas prohibidas por el Estado o reservadas al ejército, y la de portar armas en lugares públicos de forma ilegal.
Artículo 10.- Los habitantes de los Estados Unidos Mexicanos tienen derecho a poseer armas en su
domicilio, para su seguridad y legítima defensa, con excepción de las prohibidas por la Ley Federal y de las reservadas para el uso exclusivo del Ejército, Armada, Fuerza Aérea y Guardia Nacional. La ley federal determinará los casos, condiciones, requisitos y lugares en que se podrá autorizar a los habitantes la portación de armas.”

Generalmente, los ciudadanos pueden tener:
- Pistolas semiautomáticas de calibre no mayor de 9 mm corto o también llamado .380.
- Revólveres de calibre .38 Especial o menor en cada caso.
- Escopetas de calibre 12 (18.5 mm) o menor, con cañones de 25 pulgadas (63.5 cm) o más de longitud (cañones más cortos están prohibidos), en áreas rurales.
- Rifles de cerrojo y semiautomáticos, de calibre .22 (5.59 mm), en áreas rurales.

Armas y calibres superiores a éstos se consideran de "uso exclusivo del ejército" y por ende prohibidos.
Permiso para transporte y uso fuera de la milicia son expedidas para un máximo de 10 armas y por un año por la SEDENA para uso legal. El uso legal se contempla como el derecho de cualquier individuo a la tenencia, uso y transporte de armas, con fines defensivos, deportivos y cinegéticos (como medio de supervivencia o deporte), sin perjuicio de otras actividades legales que pudieran realizarse con las mismas. La obtención de permiso para uso en competencia o deportivo es usualmente fácil pero es frecuente que se solicite prueba de afiliación a una asociación relacionada.
Existe un solo lugar autorizado en México para comprar un arma, en la Ciudad de México, en la DCAM (Dirección de Comercialización de Armamento y Municiones), administrado por el ejército.
Los requerimientos para el transporte requieren que el arma esté descargada y en su estuche, y solo es permitido disparar en sitios de tiro o perímetros establecidos de cacería, disparar en el campo está prohibido.
Algunas empresas de traslado de valores y seguridad privada también pueden operar con armas similares a las fuerzas del orden público, esto es gracias a un permiso especial que se le da a dichas corporaciones privadas así como una capacitación especial que las certifica como portadoras de estas mismas, prefiriendo modelos de escopetas y pistolas especiales de estándar estadounidense.

### Reino Unido
El derecho a tener y portar armas no está legal o constitucionalmente protegido en el Reino Unido. La mayoría de las pistolas, armas automáticas y de fuego semiautomáticas son ilegales para poseer sin una condición especial.
La Carta de Derechos Inglesa de 1689 permitió a los protestantes el derecho a portar armas dentro de la ley. El primer control serio sobre armas de fuego se estableció con la aprobación de la Ley de armas de fuego 1920. Desde la aprobación de las leyes de control de armas, el Reino Unido tiene una de las tasas más bajas de muertes por arma de fuego entre las naciones desarrolladas, con 0,2 muertes por 100 000, menor a la de otros países como Estados Unidos.

### Guatemala
Los derechos de armas en Guatemala han cambiado con el tiempo. En la constitución actual, los residentes tienen derecho a poseer y usar armas de fuego en sus hogares, que solo pueden entregarse o solicitarse por orden judicial. El artículo 38 de la Constitución guatemalteca establece lo siguiente:

Se reconoce el derecho a poseer armas para uso personal, no prohibidas por la ley, en el lugar de residencia. No habrá obligación de entregarlos, excepto en los casos ordenados por un juez competente. El derecho a portar armas está reconocido, [y está] regulado por la ley.

### Ucrania
El derecho a tener y portar armas en Ucrania se amplió para incluir la portación abierta por parte de todos los ciudadanos el 23 de febrero de 2022, como resultado de la invasión rusa de Ucrania de 2022.

### Ecuador
El 1 de abril de 2023, Guillermo Lasso, el presidente de Ecuador, autorizó la tenencia y porte de armas de uso civil para defensa personal. Sin embargo, se prohíbe la fabricación, registro y tenencia de armas de fabricación artesanal. Además, los guardias de seguridad privada podrán portar sus armas en los alrededores de sus puestos de trabajo y apoyarán a la Policía Nacional en las tareas de vigilancia y seguridad. Todo esto se enmarca en la estrategia "Cruzada por tu seguridad" que combina todas las fuerzas del orden, fuerzas armadas, policía nacional e inteligencia, como medida para combatir la delincuencia, el narcotráfico y el crimen organizado.

### Otros países
- Corea del Sur sanciona con hasta diez años de prisión a cualquier individuo que posea o utilice armas de fuego.[56]
- Chile permite la posesión en su constitución, apoyada por la ley de cuórum calificado 17.798 de Control de Armas y su Reglamento Complementario, clasifica las armas por su uso (caza, deporte, defensa y colección). Esta ley es restrictiva a personas que nunca se han visto envueltas en actividades delictivas, con domicilio conocido, y que se encuentren en condiciones mentales aptas. Además, para cada uno de los usos declarados se necesita la respectiva credencial de caza, colección o deporte. Es importante dejar claro que estas armas están registradas en la Dirección General de Movilización Nacional, y su ejercicio está a cargo de las Autoridades Fiscalizadoras, que fue delegada a Carabineros de Chile.[57]
- Japón. Las leyes sobre armas en Japón empiezan estipulando: “Nadie poseerá un arma de fuego o armas de fuego o una espada o espadas”, y se conceden muy pocas excepciones. La propiedad de armas es minúscula, al igual que los crímenes con armas. El único tipo de armamento que un ciudadano puede plantearse comprar es una escopeta para caza y tiro al blanco, pero después de someterse a un largo proceso para la obtención de la licencia.[58]

## Estudios

### Estudios
Las altas tasas de mortalidad y lesiones con armas de fuego se citan a menudo como un impulso primario para las políticas de control de armas. Un estudio de 1998 encontró que las tasas de suicidio generalmente disminuyeron después de que se promulgaron leyes de control de armas más estrictas y concluyó que "los hallazgos respaldan las medidas de control de armas como una estrategia para reducir las tasas de suicidio". Un estudio de 2016 encontró que las leyes que prohíben el acceso a armas de fuego a las personas bajo órdenes de restricción debido a condenas de violencia doméstica se asocian con "reducciones en el homicidio de la pareja". Otro estudio de 2016 identificó 130 estudios sobre leyes restrictivas de armas y descubrió que la implementación de múltiples leyes al mismo tiempo se asociaba con una disminución en las muertes relacionadas con armas de fuego.
Un estudio de la ONU de 2011 declaró que una cantidad significativa de literatura científica tiende a sugerir que la disponibilidad de armas de fuego representa predominantemente un factor de riesgo y no un factor de protección para el homicidio. Estudios cuantitativos tienden a demostrar una asociación entre la disponibilidad de armas de fuego y el homicidio.

#### Australia
En 1988 y 1996, se promulgaron leyes de control de armas en el estado australiano de Victoria, ambas veces después de tiroteos masivos. Un estudio de 2004 encontró que, en el contexto de estas leyes, las muertes relacionadas con armas de fuego, especialmente los suicidios, disminuyeron drásticamente. Un estudio de 1995 encontró pruebas preliminares de que la legislación de control de armas promulgada en Queensland, Australia, reducía las tasas de suicidio allí. En 1996, después de la Masacre de Port Arthur, se introdujeron leyes de control de armas más estrictas en el país. Un estudio de 2006, dirigido por Simon Chapman, descubrió que después de promulgarse estas leyes en 1996, el país pasó más de una década sin tiroteos masivos y las muertes relacionadas con armas de fuego (especialmente suicidios) disminuyeron drásticamente.

#### Canadá
En 1991, Canadá implementó la ley de control de armas Bill C-17. Según un estudio de 2004, después de que se aprobó esta ley, los suicidios y homicidios relacionados con armas de fuego, así como el porcentaje de suicidios con armas de fuego, disminuyeron significativamente en ese país.

#### Estados Unidos
Un estudio de 2014 encontró que los niños que viven en estados con una estricta legislación sobre armas de fuego viven más seguros. Otro estudio que analizó específicamente las tasas de suicidio en los Estados Unidos encontró que las cuatro leyes de armas de fuego examinadas (períodos de espera, verificación universal de antecedentes, cerraduras de armas y reglamentación abierta) se asociaron con "tasas de suicidio realizados con armas de fuego significativamente más bajas". El estudio también encontró que las cuatro de estas leyes (excepto la del período de espera) se asociaron con reducciones en la tasa general de suicidio. Otro estudio publicado el mismo año, que analiza datos de panel de los 50 estados, encontró que las leyes de armas más estrictas pueden reducir las muertes por armas de fuego. Otro estudio del 2016 también encontró que las leyes de armas estatales más estrictas en los Estados Unidos redujeron las tasas de suicidio. Otro estudio de 2016 encontró que los estados de EE. UU. con leyes de control de armas más indulgentes tenían más ingresos hospitalarios por lesiones infantiles relacionadas con armas que los estados con leyes de control de armas más estrictas. Otro estudio de 2017 mostró que las leyes que prohíben la posesión de armas a personas sujetas a órdenes de restricción por violencia contra la pareja y que exigen que esas personas abandonen sus armas de fuego están relacionadas con menores índices de homicidio de la pareja.

#### Otros países
Un estudio de 2007 encontró evidencia de que las leyes de control de armas más estrictas aprobadas en Austria en 1997 redujeron las tasas de suicidio y homicidio con armas de fuego en ese país. En Brasil, después de que se aprobaran las leyes de desarme en 2003, la mortalidad relacionada con las armas de fuego disminuyó un 8 % en 2004 en relación con el año anterior, la primera disminución observada en una década. Las hospitalizaciones relacionadas con armas de fuego también revirtieron su tendencia anterior al disminuir 4.6 % de 2003 a 2004. Un estudio de 2014 encontró que después de que se aprobara la Ley de Control de Armas de Sudáfrica en 2000, las tasas de homicidios en el país disminuyeron y concluyó que "un control de armas más estricto mediado por la FCA representó una disminución significativa del homicidio en general y de homicidios el período de estudio [2001-2005] ". Un estudio de 2000 encontró que la prohibición de llevar armas de fuego en Colombia estaba asociada con reducciones en las tasas de homicidios las ciudades de Cali y Bogotá.